# SpierBier Brouwerij
De SpierBier Brouwerij is een Nederlandse Microbrouwerij in Mijdrecht, een regionale brouwerij in de provincie Utrecht die zich vooral richt op het Groene Hart.

## Geschiedenis
De naam SpierBier en de namen van de bieren slaan op de achternaam van een van de brouwers, Richard Spierdijk. Bierbrouwen begon als hobby in 2007, en sinds 2014 wordt het bier verkocht aan slijterijen en restaurants.

## Bieren

### Vast assortiment
- inSPIERatie (6%), sinds 2014[2]
- SPIERwit (5,5%), sinds 2014[2]
- SPIERkracht (8%)